# 玻璃公主与镜之从者
《玻璃公主与镜之从者》是由戲畫在2021年1月29日發售的成人遊戲。2022年1月27日ENTERGRAM發售PlayStation 4及Nintendo Switch版。

## 故事
描述為了完成某個約定而就讀王立仙度瑞拉學園從士科主角「瀧田駿介」面臨留級危機，在得到許多人的幫助後能以成為一名能夠獨當一面的從者為目標的故事。

## 登場人物
瀧田駿介
男主角。就讀王立仙度瑞拉學園從士科。因為入學典禮問題面臨留級危機。
貝爾娜多特·亨絲艾塔·愛澤爾斯頓（聲：月野きいろ）
愛澤爾斯頓公國的第二公主。成績在學年排名第一。曾經與駿介互相許下約定。
安莉·芙蘭希絲·拉·貝爾納爾特（聲：柚原みう）
對外身分是繼承王室家族的直系血統的王弟的兒子，真正身份是雙胞胎的妹妹。穿著男裝代替哥哥進入學園的公主。
佐佐良 織姫（聲：藤崎紗矢香）
佐佐良集團的千金。
城釜奈緒美（聲：猫村ゆき）
瀧田駿介的同班同學。目標是成為女僕。

## 主題曲
片頭曲
歌：、AZKi
片尾曲
歌：AZKi

## 評價
《玻璃公主与镜之从者》曾獲「萌系遊戲大賞」2021年1月月間賞。

## 外部連結
- 《玻璃公主与镜之从者》在視覺小說數據庫的頁面 （英文）